# Rio Branco
Rio Branco é um município brasileiro, capital do estado do Acre, na região Norte, e principal centro financeiro, corporativo, político e cultural do estado. É a capital mais ocidental do Brasil, a 3 030 quilômetros de distância de Brasília, capital federal, e localiza-se às margens do Rio Acre.
Sua população no Censo 2022 do Instituto Brasileiro de Geografia e Estatística (IBGE) foi de 364 756 habitantes, fazendo de Rio Branco o sétimo município mais populoso da região Norte do Brasil. Sua área territorial é de 8 834,942 km², sendo o quinto município do estado em tamanho territorial. De toda essa área, 44,9559 km² estão em perímetro urbano, o que classifica Rio Branco como sendo a 62ª maior do país.
Sendo a 4ª capital mais antiga da Região Norte do Brasil, após Belém, Manaus e Macapá, o povoamento da região de Rio Branco se deu no fim do século XIX, com a chegada de nordestinos. O desenvolvimento do município ocorreu durante um grande período dado pelo Ciclo da Borracha. Nesta época ocorreu ainda uma miscigenação intensa da população, com a união entre o branco nordestino de ascendência portuguesa, os afro-brasileiros e os índios, principalmente da etnia Culinas, em conjunto com povos vindos de outras regiões do mundo, principalmente os espanhóis, portugueses, libaneses, italianos e turcos.

## Etimologia
A capital ganhou este nome em homenagem a José Maria da Silva Paranhos Júnior, que tornou-se amplamente conhecido pelo seu título nobiliárquico: Barão do Rio Branco. Antes estabelecida no Seringal Volta da Empresa, a prefeitura teve sua sede transferida em 1909 para onde se localizava o Seringal Empreza. Em 1912 a Vila Pennápolis, que se chamava assim em homenagem ao então Presidente do Brasil, Afonso Pena teve seu nome alterado para Rio Branco, em homenagem ao diplomata que anexara o Acre ao Brasil.
O Barão do Rio Branco nasceu em 20 de Abril de 1845 no Rio de Janeiro. Iniciou-se na carreira política como promotor e deputado, ainda no Império. Assumiu o Ministério das Relações Exteriores, de 3 de dezembro de 1902 até sua morte, em 1912. Além de diplomata, foi geógrafo e historiador. Junto com Assis Brasil e José Plácido de Castro, teve papel de destaque na Questão do Acre, que culminou com a assinatura do Tratado de Petrópolis, entre Brasil e Bolívia, pondo fim ao conflito dos dois países em relação ao território do Acre, que passou a pertencer ao Brasil mediante compensação econômica e pequenas concessões territoriais.

## História

### Fundação
A capital do estado do Acre surgiu a partir do seringal fundado em 28 de dezembro de 1882, pelo cearense Neutel Maia. Segundo a tradição, em fins de 1882, numa pronunciada volta do rio Acre, uma frondosa gameleira chamou a atenção de exploradores que subiam o rio e levou-os a abrir um seringal ali mesmo. Tratava-se do seringalista Neutel Maia, que, com sua família e trabalhadores, chegava à região do Acre. Maia fundou o seu primeiro seringal, Seringal Volta da Empresa, à margem direita do rio Acre, ao longo da grande curva do rio, onde ainda hoje está a gameleira - no local em que hoje se encontra o Segundo Distrito. Ali foi iniciada a construção de barracões, em terras antes ocupadas pelas tribos indígenas Aquiris, Canamaris e Maneteris. Em seguida, Maia abriu um outro seringal, na margem esquerda do rio Acre - onde atualmente está instalado o Palácio do Governo do Acre - com o nome de Seringal Empreza.

### Século XX

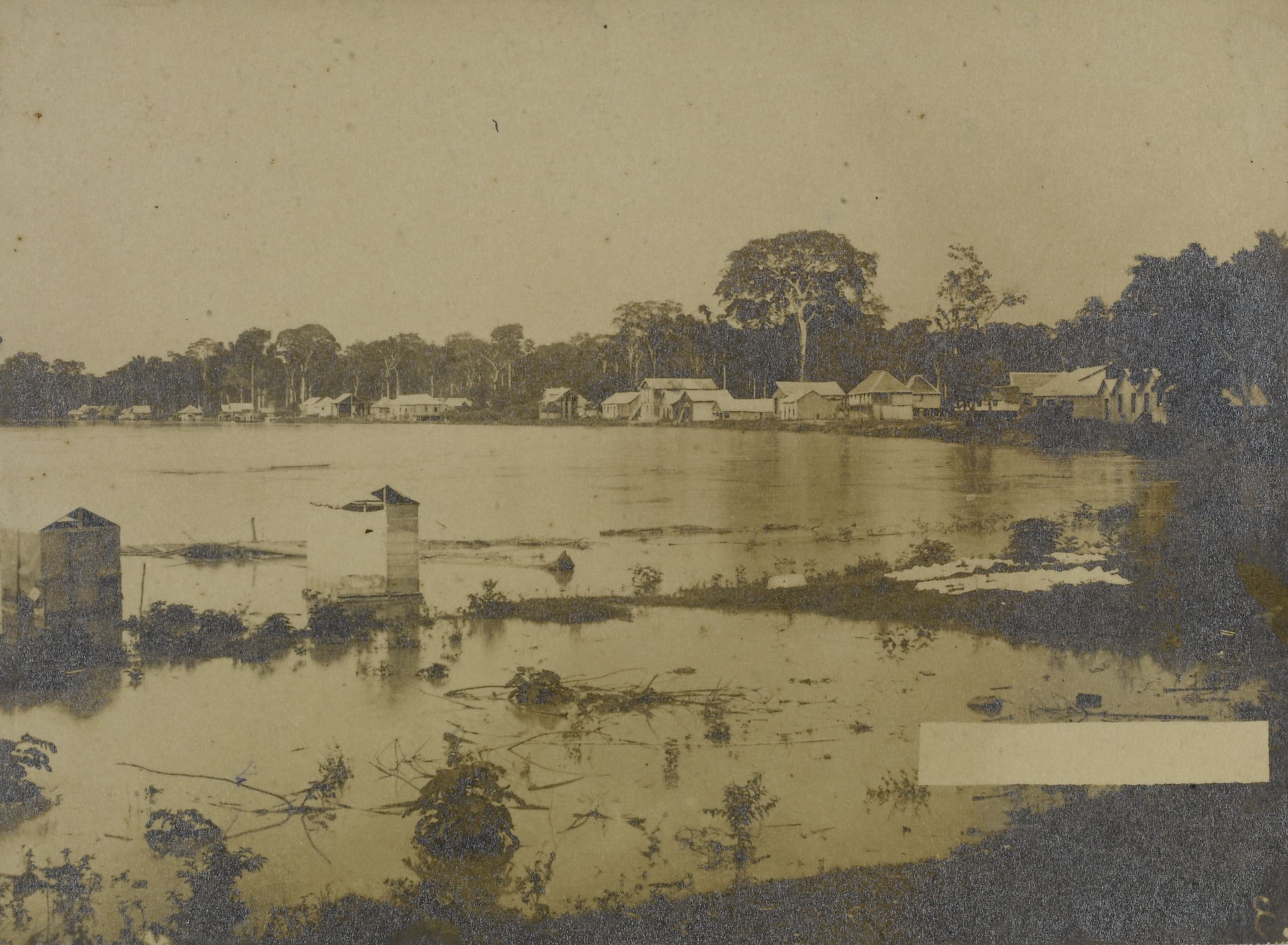
Grande enchente de 1908 do rio Acre, há mais de um século.

Anos depois, a mesma gameleira seria testemunha dos combates travados na Volta da Empresa, entre revolucionários acreanos e tropas bolivianas, durante o crítico período da Revolução Acreana, que tornou o Acre parte do Brasil, no início do século XX. Terminada a Revolução Acreana, após a assinatura do Tratado de Petrópolis, em 17 de novembro de 1903, e a anexação definitiva do Acre - agora Território Federal do Acre - ao Brasil, Rio Branco foi elevada à categoria de vila, tornando-se sede do departamento do Alto Acre. Cunha Matos, a mando do governo federal, chegou ao Acre em 18 de agosto de 1904, para governar, como prefeito, o departamento do Alto Acre, cargo que exerceu até 1905. No dia 19 de agosto de 1904, Cunha Matos decidiu estabelecer a sede provisória de sua prefeitura no povoado criado em torno do seringal Volta da Empresa, onde hoje está o Segundo Distrito da capital, à margem direita do rio Acre. A povoação passou a ser chamar-se Vila Rio Branco no dia 22 de agosto de 1904.
A  "Villa Rio Branco" afirmou-se como o principal centro urbano de todo o vale do Acre, o mais rico e produtivo do território. Em 13 de junho de 1909, o então prefeito do Departamento do Alto Acre, coronel Gabino Besouro, mudou a sede da prefeitura para a margem esquerda do rio Acre, onde hoje funcionam os principais órgãos públicos como o Palácio do Governo, Tribunal de Justiça, Assembleia Legislativa e Palácio das Secretarias, nas terras do Seringal Empreza, recebendo o nome de Penápolis (em homenagem ao então Presidente Afonso Pena) , onde a terra era mais alta, não sujeita às alagações do rio Acre. Foi uma instalação definitiva. Em 1910, o prefeito Leônidas Benício de Melo, assinou uma Resolução criando o município de Empresa, juntando a Vila Rio Branco (no Seringal Volta da Empresa, do lado direito do rio Acre) e a localidade de Penápolis (Seringal Empreza, do lado esquerdo do rio Acre).
Em fevereiro de 1911, o prefeito Deocleciano Coelho de Sousa, adotou novamente o nome de município de Penápolis. De forma definitiva, em 1912, os dois lados da cidade passam a se chamar "Rio Branco", em homenagem ao Barão de Rio Branco, chanceler brasileiro cuja ação diplomática resultou no Tratado de Petrópolis. Em 1920 o município de Rio Branco passa a ser a capital do então Território do Acre - depois Estado do Acre. Durante todos esses acontecimentos, a rua surgida em torno da gameleira, na margem direita do rio Acre, era o centro da vida comercial e urbana dessa parte da Amazônia. Ali se situavam os bares, cafés e cassinos que movimentavam a vida noturna da cidade; ali se encontravam os principais representantes comerciais das casas aviadoras nacionais e estrangeiras que movimentavam milhares de contos de réis naquela época de riqueza e fausto. Ali moravam as principais famílias da elite urbana composta por profissionais liberais e pelo funcionalismo público.
Embora a administração política do Território tivesse sido transferida para a margem esquerda do rio Acre, cujas terras eram mais altas e não inundáveis, as ruas do centro da cidade - ruas Cunha Matos, 17 de novembro e 24 de janeiro - permaneceriam como a principal zona comercial, sendo paulatinamente dominadas pelos imigrantes sírio-libaneses, a ponto de, em meados da década de 1930, a área ser também conhecida como "Bairro Beirute". Porém, a partir da década de 1950, teve início um pronunciado processo de decadência econômica da histórica margem direita de Rio Branco, que passou a ser chamada Segundo Distrito. Isso resultou da transferência de boa parte de suas principais casas comerciais para o Primeiro Distrito da cidade, na margem esquerda do rio, onde já estavam instaladas as principais repartições públicas e as residências das mais importantes famílias do território.

## Geografia

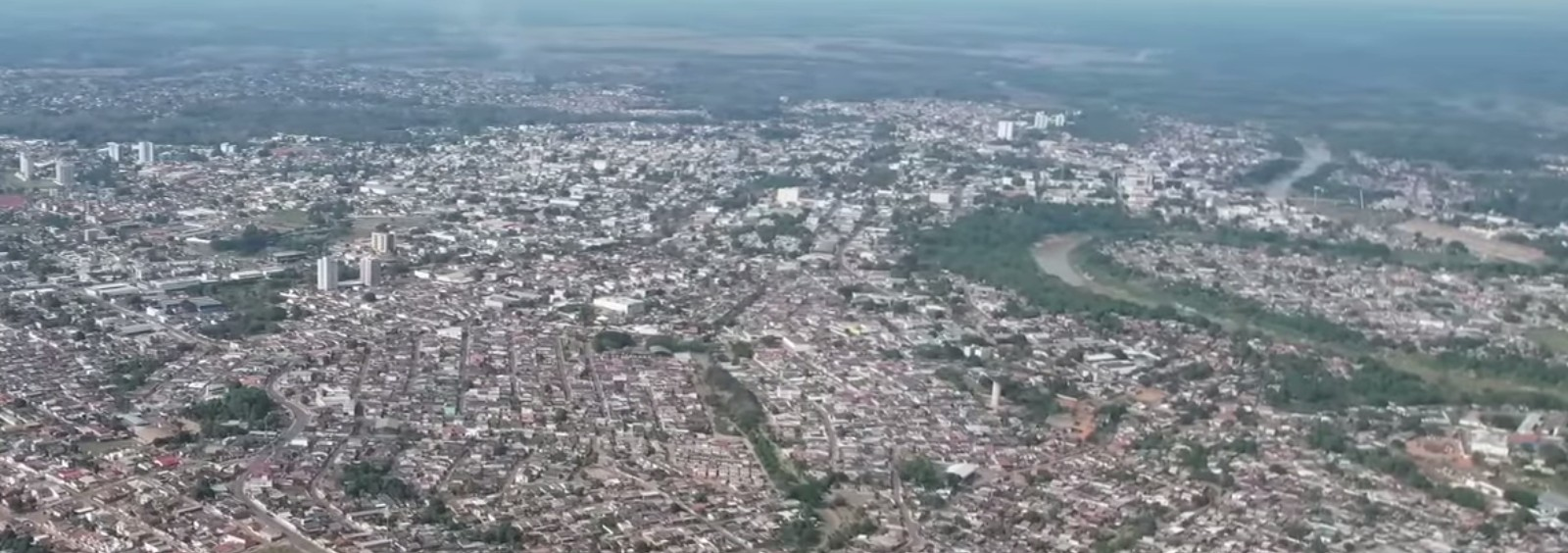
Vista aérea do Centro de Rio Branco

Rio Branco se localiza a 9°58'29" sul e a 67°48'36" oeste, numa altitude de 153 metros acima do nível do mar. Aproximadamente à 925 km da Cordilheira dos Andes, a cidade é cortada pelo amazônico rio Acre, que divide a cidade em duas partes denominadas; Primeiro e Segundo Distritos. Atualmente, o rio é atravessado por seis passarelas - a mais nova é a Passarela Joaquim Macedo. Limita-se ao norte com os municípios de Bujari e Porto Acre, ao sul com os municípios de Xapuri, Brasiléia e Capixaba, a leste com o município de Senador Guiomard e a oeste com o município de Sena Madureira. 

### Áreas verdes e problemas ambientais

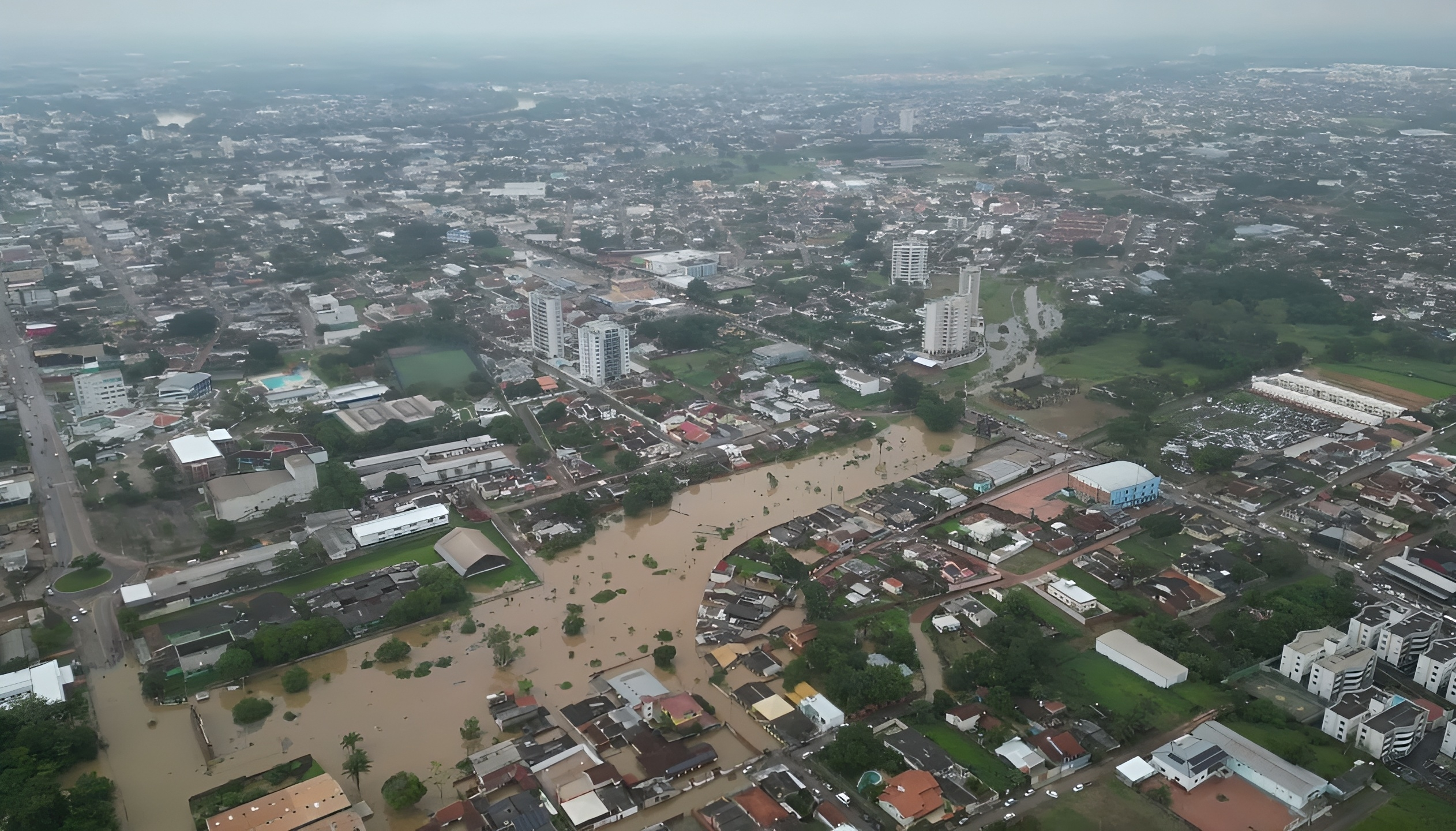
Sendo uma das capitais nortistas com os maiores índices pluviométricos, Rio Branco enfrenta, esporadicamente, inundações, como em março de 2023.

O Parque da Maternidade foi inaugurado em 28 de setembro de 2002, tendo como referência no nome à Maternidade Bárbara Heliodora, é a obra de maior expressão na cidade de Rio Branco. Com uma extensão de 6 000m, corta grande parte da cidade.
Na cidade de Rio Branco há um zoológico; este possui vários animais da região e situa-se na AC-040, dentro do famoso Parque Chico Mendes. Existe no parque vários animais, entre eles: onça pintada, jacaré-açu, sucuri, harpias, entre outros. Alguns parques ecológicos da cidade; Horto Florestal de Rio Branco, Parque Capitão Ciríaco, Parque São Francisco, Círculo Militar de Rio Branco e Parque do Tucumã.
Devido aos altos índices de devastação florestal, em 9 de novembro de 2023, o município de Rio Branco foi incluído na relação de municípios situados no bioma Amazônia considerados prioritários pelo governo federal para ações de prevenção, controle e redução dos desmatamentos e degradação florestal.

### Clima
| Recordes mensais de precipitação acumulada em 24 horas em Rio Branco (INMET) | Recordes mensais de precipitação acumulada em 24 horas em Rio Branco (INMET) | Recordes mensais de precipitação acumulada em 24 horas em Rio Branco (INMET) | Recordes mensais de precipitação acumulada em 24 horas em Rio Branco (INMET) | Recordes mensais de precipitação acumulada em 24 horas em Rio Branco (INMET) | Recordes mensais de precipitação acumulada em 24 horas em Rio Branco (INMET) |
| Mês                                                                          | Acumulado                                                                    | Data                                                                         | Mês                                                                          | Acumulado                                                                    | Data                                                                         |
| ---------------------------------------------------------------------------- | ---------------------------------------------------------------------------- | ---------------------------------------------------------------------------- | ---------------------------------------------------------------------------- | ---------------------------------------------------------------------------- | ---------------------------------------------------------------------------- |
| Janeiro                                                                      | 118,2 mm                                                                     | 16/01/1974                                                                   | Julho                                                                        | 70,2 mm                                                                      | 31/07/1980                                                                   |
| Fevereiro                                                                    | 159,2 mm                                                                     | 14/02/2018                                                                   | Agosto                                                                       | 71,9 mm                                                                      | 05/08/1997                                                                   |
| Março                                                                        | 124,4 mm                                                                     | 22/03/2023                                                                   | Setembro                                                                     | 95 mm                                                                        | 10/09/2014                                                                   |
| Abril                                                                        | 129,2 mm                                                                     | 19/04/1985                                                                   | Outubro                                                                      | 102,2 mm                                                                     | 11/10/1986                                                                   |
| Maio                                                                         | 87 mm                                                                        | 22/05/1974                                                                   | Novembro                                                                     | 134 mm                                                                       | 06/11/2015                                                                   |
| Junho                                                                        | 57,4 mm                                                                      | 25/06/1993                                                                   | Dezembro                                                                     | 140,8 mm                                                                     | 03/12/2022                                                                   |
| Período: 01/06/1969-presente                                                 |                                                                              |                                                                              |                                                                              |                                                                              |                                                                              |

Rio Branco possui um clima quente e chuvoso. Dentre todas as capitais da Amazônia Legal e do Nordeste, é a que tem o clima mais agradável, caracterizado por temperaturas mínimas frequentemente próximas de 20 °C e máximas próximas de 30 °C e influências de frentes frias durante alguns meses do ano. O período compreendido entre os meses de novembro a abril corresponde à época mais chuvosa do ano, com índice pluviométrico de cerca de 2 000 mm/ano.
Segundo dados do Instituto Nacional de Meteorologia (INMET), desde junho de 1969 a menor temperatura registrada em Rio Branco foi de 6 °C em 19 de julho de 1975 e a maior atingiu 39,8 °C nos dias 8 de dezembro de 1970 e 26 de setembro de 2022. O maior acumulado de precipitação chegou a 159,2 mm em 14 de fevereiro de 2018, sendo o recorde anterior de 135,2 mm em 10 de dezembro de 1987.
| Dados climatológicos para Rio Branco (UFAC)                                                    | Dados climatológicos para Rio Branco (UFAC) | Dados climatológicos para Rio Branco (UFAC) | Dados climatológicos para Rio Branco (UFAC) | Dados climatológicos para Rio Branco (UFAC) | Dados climatológicos para Rio Branco (UFAC) | Dados climatológicos para Rio Branco (UFAC) | Dados climatológicos para Rio Branco (UFAC) | Dados climatológicos para Rio Branco (UFAC) | Dados climatológicos para Rio Branco (UFAC) | Dados climatológicos para Rio Branco (UFAC) | Dados climatológicos para Rio Branco (UFAC) | Dados climatológicos para Rio Branco (UFAC) | Dados climatológicos para Rio Branco (UFAC) |
| Mês                                                                                            | Jan                                         | Fev                                         | Mar                                         | Abr                                         | Mai                                         | Jun                                         | Jul                                         | Ago                                         | Set                                         | Out                                         | Nov                                         | Dez                                         | Ano                                         |
| ---------------------------------------------------------------------------------------------- | ------------------------------------------- | ------------------------------------------- | ------------------------------------------- | ------------------------------------------- | ------------------------------------------- | ------------------------------------------- | ------------------------------------------- | ------------------------------------------- | ------------------------------------------- | ------------------------------------------- | ------------------------------------------- | ------------------------------------------- | ------------------------------------------- |
| Temperatura máxima recorde (°C)                                                                | 36,4                                        | 37,2                                        | 37,2                                        | 38,2                                        | 35,5                                        | 36,2                                        | 37,8                                        | 38,7                                        | 39,8                                        | 39,1                                        | 38,7                                        | 39,8                                        | 39,8                                        |
| Temperatura máxima média (°C)                                                                  | 30,9                                        | 30,8                                        | 31                                          | 31,2                                        | 30,6                                        | 30,7                                        | 31,8                                        | 33,3                                        | 33,7                                        | 33,1                                        | 32,1                                        | 31,2                                        | 31,7                                        |
| Temperatura mínima média (°C)                                                                  | 22,8                                        | 22,6                                        | 22,7                                        | 22,2                                        | 20,8                                        | 19,4                                        | 18,3                                        | 18,9                                        | 20,8                                        | 22,3                                        | 22,6                                        | 22,8                                        | 21,4                                        |
| Temperatura mínima recorde (°C)                                                                | 14,2                                        | 16                                          | 14                                          | 10,4                                        | 8,2                                         | 7,8                                         | 6                                           | 8                                           | 10                                          | 12,4                                        | 13,6                                        | 16                                          | 6                                           |
| Precipitação (mm)                                                                              | 286,1                                       | 298,9                                       | 285,6                                       | 204,3                                       | 98,7                                        | 44,8                                        | 28,2                                        | 57                                          | 93,6                                        | 144                                         | 208,8                                       | 260,6                                       | 2 010,6                                     |
| Dias com precipitação (≥ 1 mm)                                                                 | 18                                          | 17                                          | 17                                          | 13                                          | 8                                           | 4                                           | 3                                           | 4                                           | 7                                           | 10                                          | 13                                          | 18                                          | 132                                         |
| Umidade relativa compensada (%)                                                                | 89,3                                        | 89,1                                        | 88,7                                        | 88                                          | 87,1                                        | 85,5                                        | 81                                          | 76,7                                        | 78,2                                        | 82,6                                        | 85,5                                        | 87,8                                        | 85                                          |
| Insolação (h)                                                                                  | 115,4                                       | 94,6                                        | 118,2                                       | 143,1                                       | 169,6                                       | 182,6                                       | 228                                         | 202,7                                       | 175,5                                       | 167,8                                       | 143,6                                       | 122,8                                       | 1 863,9                                     |
| Fonte: INMET (normal climatológica de 1991-2020; recordes de temperatura: 01/06/1969-presente) |                                             |                                             |                                             |                                             |                                             |                                             |                                             |                                             |                                             |                                             |                                             |                                             |                                             |

## Demografia
A população do município em 2016 era estimada pelo IBGE em 377,057 habitantes, sendo o maior município do estado e o 65°mais populoso do Brasil, apresentando uma densidade populacional de 40,18 habitantes por km². Segundo o censo de 2000, 51,79% da população são homens e 48,2% mulheres, e 92,73% da população vive na zona urbana e 7,22% vive na zona rural. Segundo o Atlas do Desenvolvimento Humano no Brasil, a população de Rio Branco equivale a 0,16% da população nacional. Segundo o Tribunal Superior Eleitoral, Rio Branco possuía  233.073 eleitores em 2014.

### Religiões
Religiões em Rio Branco (2010)
De acordo com o censo 2010, a religião católica apostólica romana constitui 60,44% da população, os segmentos evangélicos 19,54%, a religião espírita 1,02% e os demais segmentos religiosos, juntamente com os habitantes que se declaram sem religião, somam 15,51%. Segundo o censo brasileiro de 2022, a composição religiosa da cidade era de 30,51% católicos, 47,12% evangélicos ou protestantes, 0,92% espíritas, 0,41% umbandistas ou candomblecistas, 0,01% religião tradicional, 6,05% outras religiões, 14,84% irreligiosos, 0,01% desconhecidos e 0,12% não declarados.
A Catedral de Nossa Senhora de Nazaré, sede da Diocese de Rio Branco, foi inaugurada em 1958, é uma construção em estilo romano - basilical. No seu interior, possui três naves separadas com 36 vitrais coloridos na parte superior e 11 na inferior, doados por famílias acrianas. A parte exterior é formada por frontões, cruz e adro. Em 2007, a igreja foi considerada patrimônio público do estado do Acre. Em Rio Branco também, no mês de outubro de cada ano, celebra-se o Círio de Nazaré, longa tradição religiosa regional.
Rio Branco é um dos municípios do Acre em que o protestantismo teve maior crescimento que o catolicismo Romano no Censo de 2010. Dentre as denominações protestantes em Rio Branco a maioria da população é pentecostal, cerca de 15% e 4% não determinaram denominação. Em 2014, constatou-se que Rio Branco seria a capital mais protestante do Brasil.

### Desenvolvimento humano
O Índice de Desenvolvimento Humano Municipal (IDH-M) de Rio Branco é considerado Alto pelo Programa das Nações Unidas para o Desenvolvimento (PNUD), sendo seu valor de 0,754. Considerando apenas a educação o valor do índice é de 0,860, enquanto o do Brasil é 0,849, o índice da longevidade é de 0,697 (o brasileiro é 0,638) e o de renda é de 0,704 (o do Brasil é 0,723). Rio Branco possui a maioria dos indicadores médios segundo o PNUD. O coeficiente de Gini, que mede a desigualdade social, é de 0,52, sendo que 1,00 é o pior número e 0,00 é o melhor. A incidência da pobreza, medida pelo IBGE, é de 37,21% e a incidência da pobreza subjetiva é de 39,39%. Rio Branco tem melhorado todos os seus indicadores nos últimos anos, saindo de um quadro preocupante, para uma estabelecida qualidade de vida, sendo hoje, a 3ª melhor capital para se viver da Região Norte do Brasil.
No que toca à criminalidade, Rio Branco é a capital mais segura da Região Norte e o Acre, o estado mais seguro da Região Norte do Brasil.

## Política

### Cidades-irmãs
Rio Branco tem 2 cidades-irmãs, que são:
- Reggio Emilia,[52] Itália
- Zhuhai, China

## Subdivisões
A prefeitura de Rio Branco, diferente das demais prefeituras brasileiras, divide a cidade em 7 áreas urbanas, denominadas regionais. Cada regional possui peculiaridades, já que foram definidas com base em fatores socioeconômicos, compreendendo bairros e conjuntos com características semelhantes. Elas são numeradas de I a VII, sendo que cinco delas se localizam no 1º distrito: II, III, IV, V, VI; e outras duas no 2º distrito: I, VII. As regionais são compostas por aproximadamente 110 bairros:
De acordo com a divisão regional vigente desde 2017, instituída pelo IBGE, o município pertence às Regiões Geográficas Intermediária e Imediata de Rio Branco. Até então, com a vigência das divisões em microrregiões e mesorregiões, fazia parte da microrregião de Rio Branco, que por sua vez estava incluída na mesorregião do Vale do Acre.

## Economia

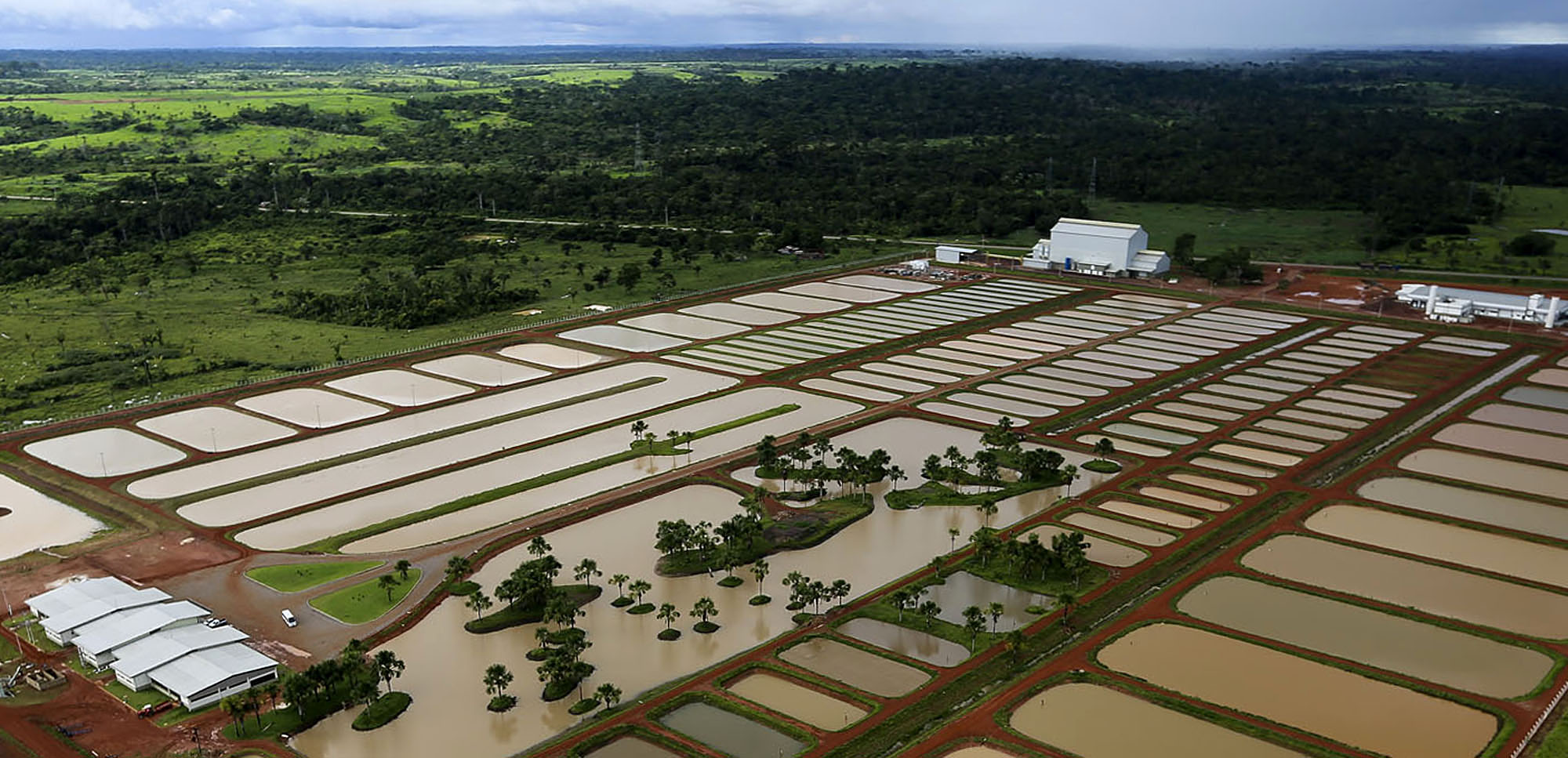
Complexo de Piscicultura do Acre, nos arredores de Rio Branco.

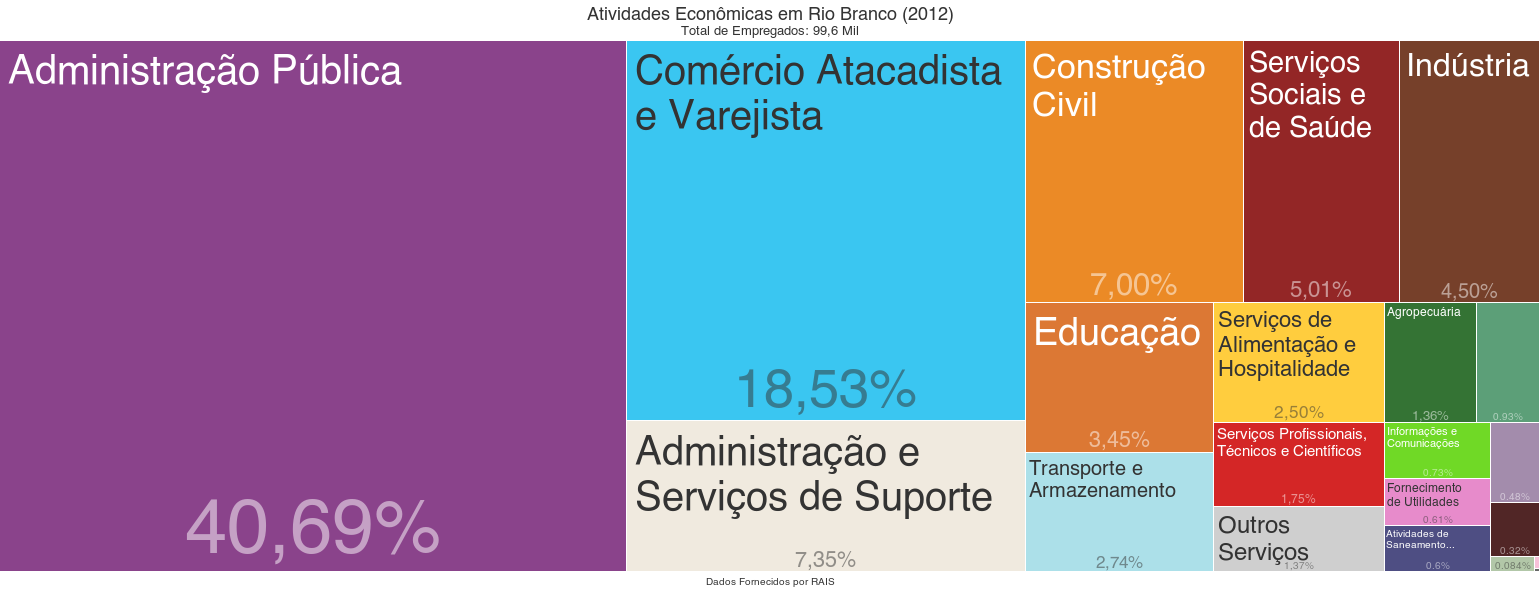
Atividades econômicas em Rio Branco - (2012)

Historicamente, a economia acriana baseou-se no extrativismo vegetal, sobretudo na exploração da borracha, que foi responsável pelo povoamento da região. Atualmente, a madeira é o principal produto de exportação do estado, que também é grande produtor de castanha-do-acre, carne, soja, açaí e óleo da copaíba.
Os cultivos de mandioca, milho, arroz, feijão, frutas e cana-de-açúcar são a base da agricultura. A indústria, por sua vez, atua nos seguintes segmentos: alimentício, madeireiro, cerâmica, mobiliário e têxtil. Rio Branco possui o maior PIB do estado do (AC), segundo dados do Instituto Brasileiro de Geografia e Estatística (IBGE), em 2013, seu Produto Interno Bruto (PIB) foi de 6,76 bilhõesde reais. Um dos maiores centros financeiros da Região Norte do Brasil, Rio Branco passa hoje por uma transformação em sua economia; transformação essa que inclui a expansão ao agronegócio, vista anualmente na ExpoAcre, feira de exposição local; à piscicultura e ao ecoturismo, fonte da demarcada política de estado acreana: desenvolvimento sustentável.

## Infraestrutura

### Educação

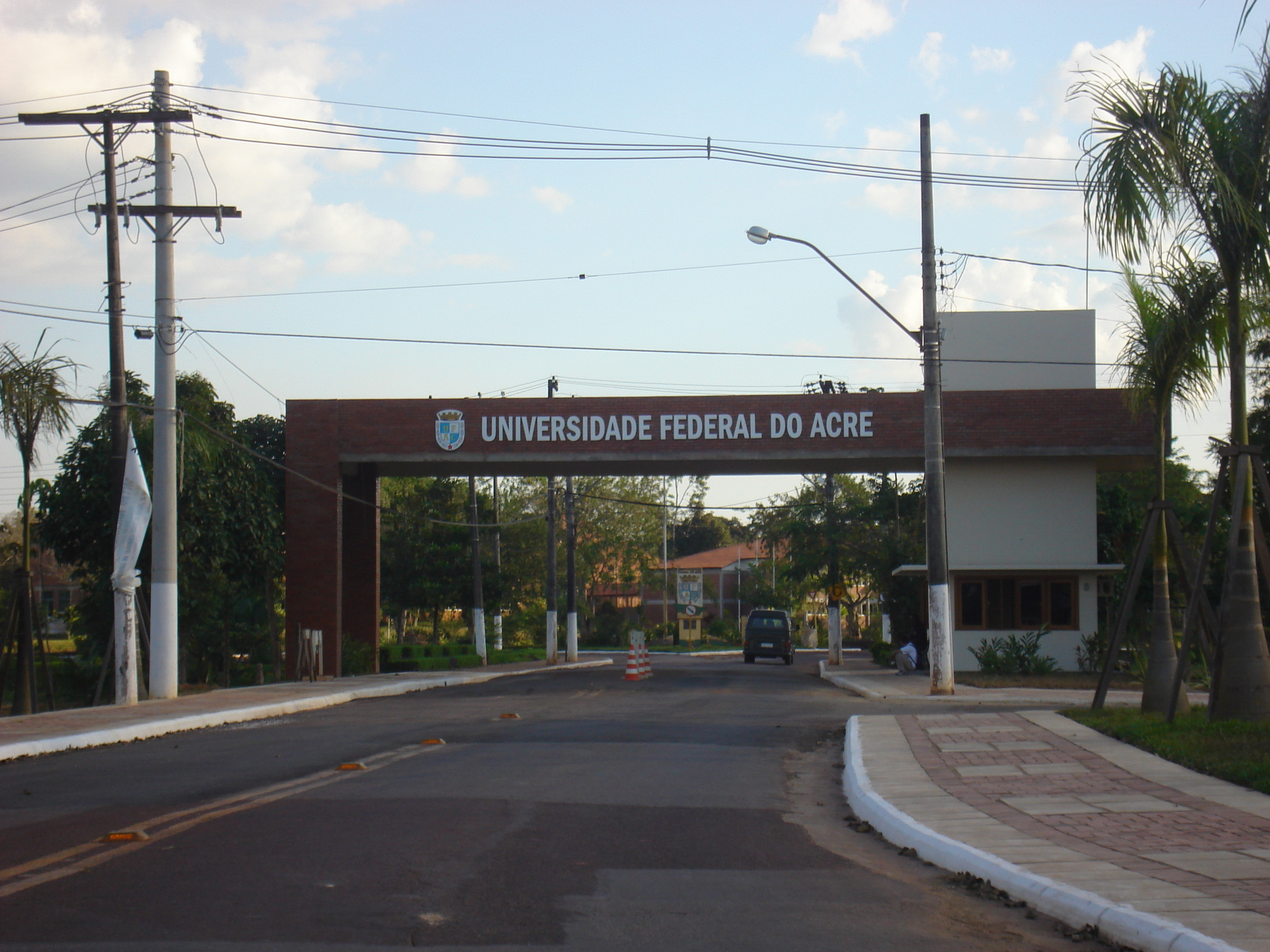
Entrada da Universidade Federal do Acre, principal centro de ensino superior do estado

A cidade de Rio Branco, em 2009, contava no ensino fundamental com 211 escolas, com o corpo docente de 2.367 professores e 64.349 alunos matriculados. O ensino médio era assistido por 51 escolas, uma rede docente de 813 professores e 17.425 matrículas. O ensino infantil calculava 70 pré-escolas, 402 professores e 10.168 alunos.
De acordo com dados do Portal QEdu, o município obteve uma nota média de 4.8 no IDEB 2021 (Índice de Desenvolvimento da Educação Básica) para os anos finais do ensino fundamental. A nota é menor do que a média estipulada, que era de 5.5 Já nos anos iniciais, a cidade apresentou a nota média de 5.7, também abaixo da meta, que é de 6.1. Em ambas as etapas de ensino, a nota média da cidade ficou abaixo da meta nacional, que foi de 5.1 para anos finais e 5.8 para anos iniciais do ensino fundamental.
A capital ainda conta com diversas instituições de ensino superior. São algumas delas a Universidade Federal do Acre (UFAC), Centro Educacional do Norte (UNINORTE), Centro Universitário Meta (UNIMETA), Instituto Federal do Acre (IFAC), Sinal Faculdade de Teologia e Filosofia, Faculdade Diocesana São José (FADISI), dentre outras. Estes absorvem a maior parte das matrículas, especialmente a primeira, por ser a única faculdade pública do estado. Em 2008, a taxa de analfabetismo no estado é de 13%, uma das mais equilibradas do Brasil. Da população, 36,2% dos acreanos são analfabetos funcionais.[carece de fontes?]

### Saúde
Rio Branco possuía em 2009, 95 estabelecimentos de saúde. A cidade conta com vários hospitais; Fundação Hospital Estadual do Acre, Pronto-Socorro de Rio Branco, um dos maiores da região, Hospital Santa Juliana, INTO-AC, Santa Casa de Misericórdia do Acre, Pronto Clínica de Rio Branco, Hospital de Base, Hospital da Uninorte, além de diversos postos de saúde, clínicas particulares e Unidades de Pronto Atendimento (UPA)s espalhados pela cidade.[carece de fontes?]

### Comunicação
Atualmente os rio-branquenses estão bem estruturados em relação a comunicação, sendo seus principais meios a internet, os jornais, as rádios, a televisão, e as telefonias fixas e móveis. Na cidade, os primeiros programas de TV foram iniciados na década de 1970, e alguns, incrivelmente, predominam até hoje. Os jornais impressos circulam na cidade desde o final dos anos 1960, e o interessante, é que mesmo com o avanço da tecnologia, ler o jornal impresso logo cedo, continua sendo uma atividade muito apreciada pelos acreanos, coisa difícil de se ver hoje em dia.[carece de fontes?]
Circulam na cidade cinco jornais, sendo eles O Rio Branco, A Gazeta, o Página 20, A Tribuna, Opinião. As operadoras que mantém cobertura na região são: a Vivo, a TIM e a Claro. As principais empresas que fazem a cobertura de telefonia fixa na cidade são a Embratel, Oi e a GVT.[carece de fontes?]
As principais rádios da cidade são a Gazeta FM, a Rádio CBN e a Rádio Cidade FM. Entre as principais estações de televisão do estado se destacam a TV Norte Acre (SBT)
,TV Rio Branco (TV Cultura), a Rede Amazônica (Rede Globo), a TV5 (Band) e a TV Gazeta (RecordTV).

### Transportes
Em 2016, a cidade possuía uma frota de 160 784 veículos. As principais vias que ligam a cidade às rodovias são a Avenida Ceará, Via Chico Mendes e a Via Verde que funciona como anel viário. Rio Branco é a capital com maior malha cicloviária proporcional por habitante do Brasil.
O sistema de transporte público tem melhorado nos últimos anos, principalmente devido à reforma e ampliação do Terminal Central de Ônibus da cidade próximo ao centro, que é responsável por interligar a maior parte das linhas, de um total de 36 operados por 3 empresas: Via Verde, Floresta e São Judas Tadeu. Algumas ruas da cidade têm um corredor preferencial para o transporte público, como a Avenida Brasil, por onde passa boa parte das linhas que chegam ao centro através da Avenida Getúlio Vargas. Os táxis e mototáxis também são muito utilizados pela população. Há ainda a Rodoviária Internacional de Rio Branco para as pessoas que quiserem acessar a cidade de ônibus.

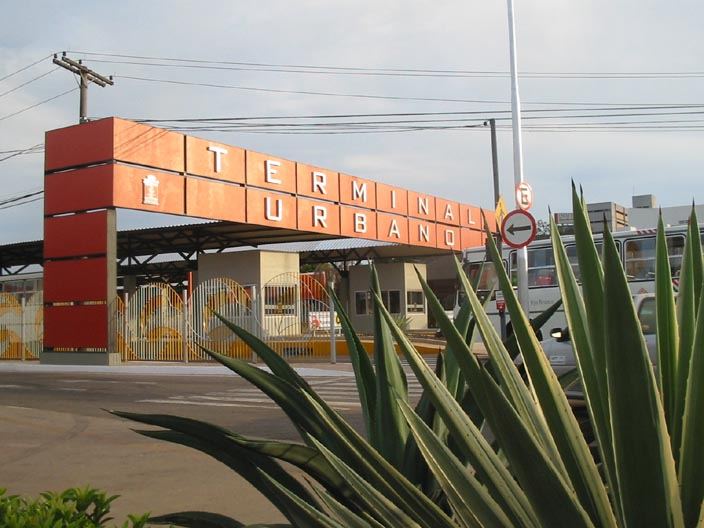
O Terminal Urbano Central, no Centro de Rio Branco

O Aeroporto Internacional de Rio Branco que fica no quilômetro 18 da BR-364 na zona rural do município. O local foi construído em 1999, já que o aeroporto da época, o Aeroporto Internacional Presidente Médici, estava instalado numa área pertencente a um particular que, na justiça, conseguiu a reintegração de posse. A BR-364 então foi duplicada para facilitar o seu acesso que até hoje é complicado pela distância enorme do centro da cidade. Atende à aviação doméstica, internacional, geral e militar, com operação de companhias aéreas regulares e táxis aéreos. O terminal está preparado para receber 2,4 milhões de passageiros por ano e realiza cerca de 6 operações diárias.

## Cultura

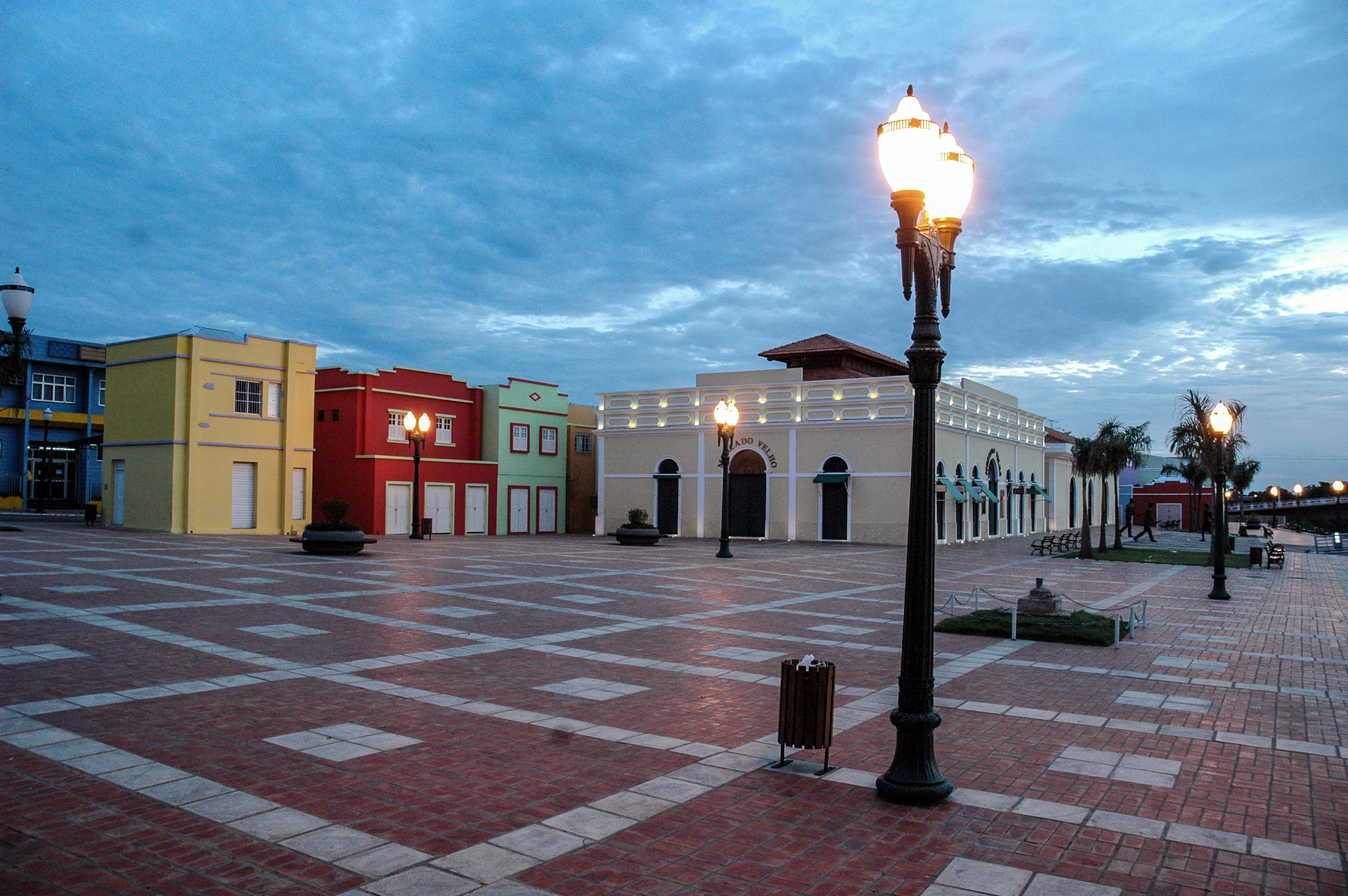
Área conhecida como Mercado Velho, no centro de Rio Branco, à margem esquerda do rio Acre, em 2018

Devido à sua ocupação territorial ter sido feita por colonos nordestinos (refugiados da Seca na Região Nordeste do Brasil), movidos pelo incentivo e promessa do ciclo da borracha, no final do século XIX, é a 2ª capital mais antiga da Amazônia Ocidental Brasileira, após Manaus, e sendo assim, é, portanto, mais antiga que algumas outras capitais interioranas do país, tais como: Goiânia, Belo Horizonte, Porto Velho, Brasília, Palmas e Boa Vista; a cultura da região, assim como a gastronomia local sofreram fortes influências do Nordeste do Brasil. Mas, na década de 1930, começaram a chegar no Estado vários emigrantes da Região Sul (Principalmente do Rio Grande do Sul, e do estado centro-oestino do Mato Grosso do Sul, especialmente de Campo Grande), para trabalhar nas obras de construções que tinham início no Estado na época, além dos imigrantes vindos de outras partes do mundo. A cultura do tereré, trazida inicialmente pelos sul-mato-grossenses, foi levemente modificada; o modo de seu preparo, ao invés de água, é usado suco de limão ou abacaxi.

### Espaços culturais

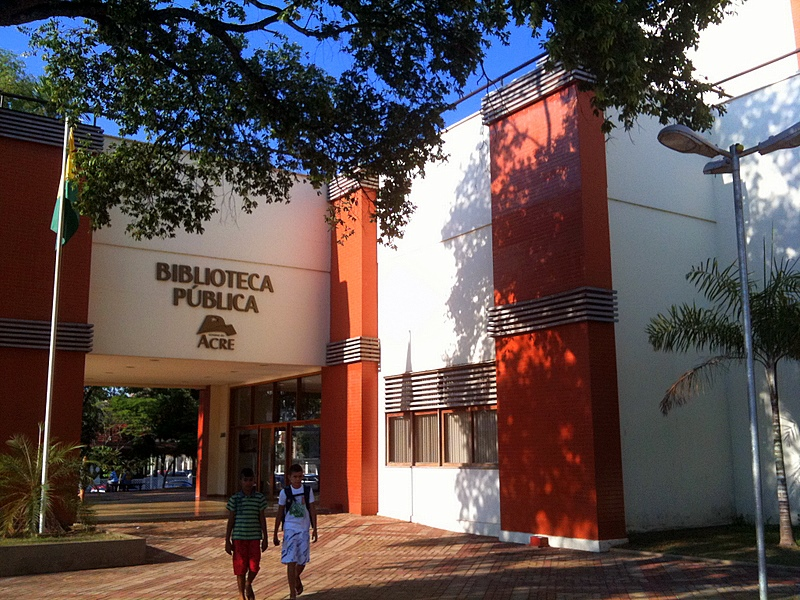
Biblioteca Estadual do Acre

Em Rio Branco, há localmente tradicionais teatros, como o  Cine Teatro Recreio, Teatro Plácido de Castro e os da Biblioteca da Floresta Marina Silva, Biblioteca Estadual do Acre, Colégio Acreano, entre outros. O Museu da Borracha tem um acervo que reúne peças de arqueologia, paleontologia, história, e coleção de manuscritos e documentos referentes à História do Acre.
A Casa dos Povos da Floresta imita uma maloca indígena e retrata a história de ribeirinhos, seringueiros e índios. Está localizada dentro do Parque da Maternidade — em Rio Branco. Com o intuito de valorizar e guardar toda essa história é que surgiu a proposta de criação da Casa, a fim de que cada vez mais os acreanos pudessem ter conhecimento da sua história, orgulhando-se do seu passado, preservando para o futuro.
O Casarão, foi construído na década de 1930 por Abdon Massari. Foi residência do governador do ex-território do Acre e hoje, serve de espaço para atividades culturais e ponto de encontro de artistas e intelectuais.
A Sociedade Recreativa Tentâmen foi construída em  1924, e conta com a arquitetura Neogótica Rural, comum em Rio Branco e em certas cidades do Acre como em; Porto Acre, Xapuri, Tarauacá, Cruzeiro do Sul entre outras localidades. Serviu ao longo dos anos como renomado espaço cultural local e regional, pois foi palco de grandes eventos sociais da cidade, tais como formaturas, jantares importantes, aniversários, festas juninas e, principalmente, os famosos bailes carnavalescos que movimentavam toda a cidade, em meados dos anos 1950 e 1960. Tradicionalmente, com intensa mobilização social, em 1999 a administração foi entregue para a Fundação Elias Mansour.
O Memorial dos Autonomistas possui um museu sobre a aquisição do Acre pelo Brasil, exposições de quadros de pintores regionais, um café e um teatro. O Memorial disponibiliza ao público um grande acervo de fotos históricas do estado do Acre, além de objetos históricos usados durante a Revolução Acreana.

### Eventos

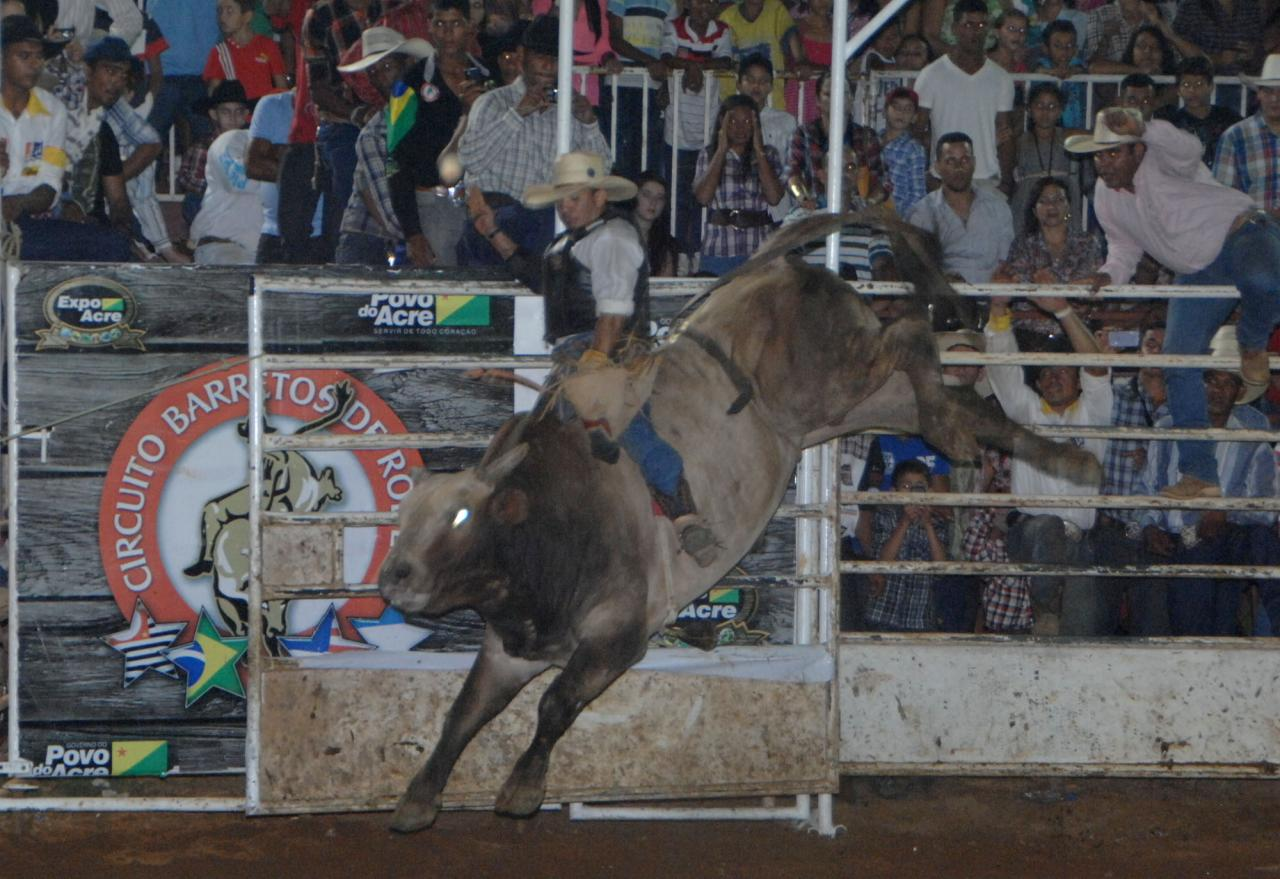
Rodeio na ExpoAcre, a maior exposição agropecuária do Norte do Brasil e 2ª maior do país, é realizada nos meses de julho e agosto, em Rio Branco.

A ExpoAcre é uma feira de indústria e comércio do Acre, promovida pelo governo do estado. Com exposição agropecuária, oferece apresentação de shows artísticos e elementos da cultura local, como artesanatos típicos acreanos, roupas, comida, e etc. Acontece durante os meses de julho e agosto, durando um pouco mais de uma semana. Além destes, outro acontecimento que mobiliza a ExpoAcre são os rodeios de touros, que participam vários peões de todos os estados brasileiros e até estrangeiros como americanos e peruanos. É considerado o maior festival country do Norte do Brasil, e o segundo maior do país, ficando apenas atrás do Festa do Peão de Barretos. Cerca de 450 000 por ano participam da ExpoAcre, pois pessoas de todas as cidades do Acre e de outros estados marcam presença neste grande evento. Também já foi registrada a presença de turistas da Bolívia, Argentina, Chile, Equador e Peru que apreciavam este festival acreano.

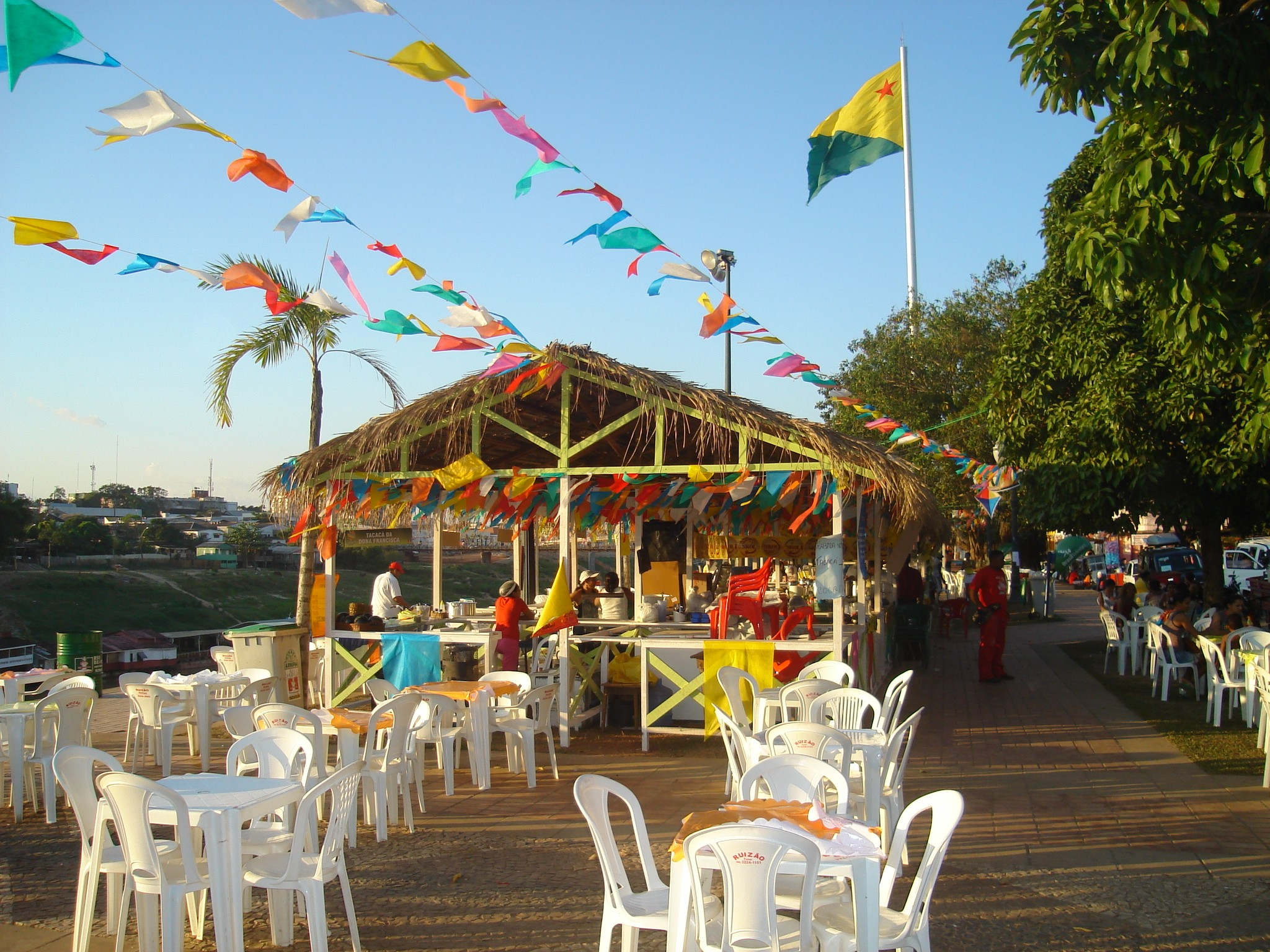
Barracas de festa junina na Gameleira

O Festival do Açaí de Feijó e Festival de Praia é um evento que acontece todos os anos no mês de Agosto, na cidade de Feijó. O evento marca principalmente o grande consumo da fruta tipicamente do Norte do Brasil, o açaí. O açaí produzido em Feijó é considerado por muitos críticos da área como o melhor do Brasil, com a sua espessura mais grossa e com o sabor mais doce por natureza. Este festival mobiliza o Estado inteiro que se dirige a cidade de acontecimento do mesmo. Além de poder saborear o melhor açaí do Brasil, os festeiros poderão curtir shows de celebridades locais e nacionais, gratuitamente, o que faz com que o Festival tenha muito crédito com a população acreana. Logo após o fim do Festival do Açaí, tem início o famoso Festival de Praia de Feijó. A Praia de Feijó é conhecida regionalmente por sua beleza. A Praia de Feijó, como outras do Acre, são consideradas umas das praias mais lindas de água doce do Brasil.
O Festival Varadouro é um festival de cultura independente, com shows de música, peças de teatro e debates jornalísticos, que reúne diversos artistas da cena independente do Brasil. O Festival já é considerado o maior da cena independente da Região Norte, e faz parte do Circuito Fora do Eixo de Música Independente e da Associação Brasileira de Festivais Independentes, com patrocínio do Governo do Estado e iniciativa privada.

### Estádios

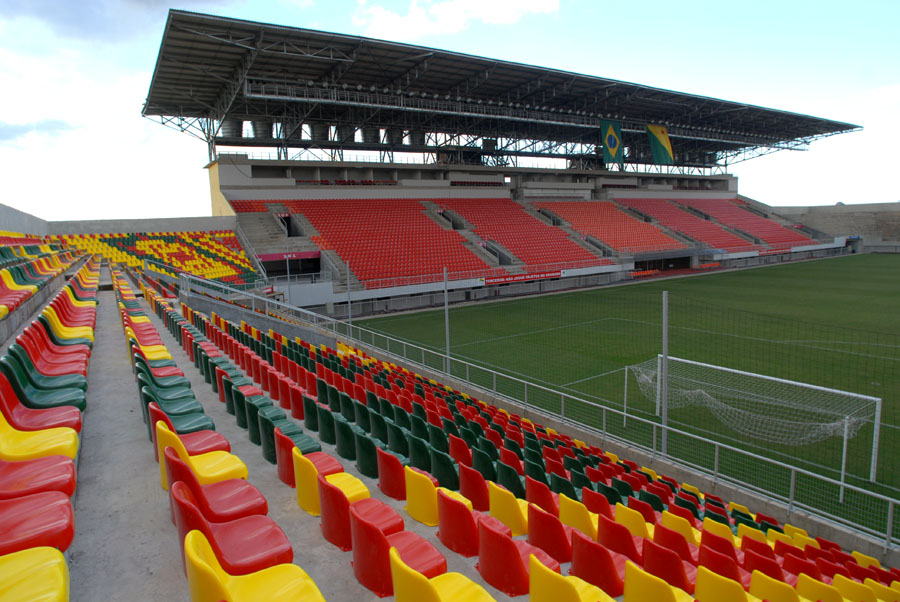
Interior do Estádio Arena da Floresta

São usados, atualmente, para jogos em Rio Branco, três estádios: o José de Melo, o Arena da Floresta e o estádio da Federação Acreana de Futebol.
- Estádio Adauto de Brito - Rua 17 de novembro, s/n. Estádio do Atlético Acreano, foi inaugurado no final da década de 1970 e tem capacidade para 4 000 pessoas. Mas tem mando de campo na Arena da Floresta para os jogos do Campeonato Brasileiro de Futebol de 2019 - Série C.
- Estádio Dom Giocondo Maria Grotti - Avenida Getúlio Vargas, s/n. Estádio do Atlético Clube Juventus.
- Estádio Arena da Floresta -  O estádio estadual foi construído no local onde ficava o velho aeroporto Presidente Médici no Segundo Distrito da cidade. É um dos mais modernos do país em termos de estrutura, possui capacidade para 25 mil pessoas mas ainda passará por uma ampliação para uma capacidade de 40.000 espectadores. Foi também construída na região uma Vila Olímpica, chamada cidade do esporte, com espaço para shows, hotel, piscina, pista de atletismo, ginásio, alojamentos e restaurante.
- Estádio da Federação de Futebol do Estado do Acre - O estádio tem capacidade para cerca de 40 000 espectadores e fica na nova Via Verde no oeste da capital acreana.
- Estádio José de Melo - Avenida Ceará, 1.356. Inaugurado em 1935, com capacidade para 6 000 pessoas, o estádio do Rio Branco Football Club que divide com o Arena da Floresta para os jogos do Campeonato Acreano e do Campeonato Brasileiro de Futebol de 2019 - Série D.[110]